# Aurora Seriate Calcio
Aurora Seriate Calcio hay đơn giản là Aurora Seriate là một câu lạc bộ bóng đá Ý, có trụ sở tại Seriate, Lombardy.

## Lịch sử
Câu lạc bộ được thành lập vào năm 1967 và được phát triển trong thập kỷ tiếp theo trong nhiều năm tham dự giải vô địch cấp tỉnh.
Vào năm 2008, đội đã giành được chức vô địch Prima Cargetoria và thăng hạng lịch sử lên Promozione. Trong mùa giải 2008-09 tại Promozione, Aurora Seriate kết thúc ở vị trí thứ năm, nhưng do chiến thắng ở hạng mục chung kết Cúp Ý, việc nhảy sang 2009-10 Eccellenza đã được cho phép.
Tại Eccellenza, năm đầu tiên kết thúc ở vị trí thứ hai, sau Rudianese và thua trận chung kết play-off trước Sterilgarda Castiglione sau đó được thăng chức. Trong năm 2010-11 Eccellenza, nó đã giành chức vô địch và thăng hạng 2011 2011-12 Serie D.
Aurora Seriate chính thức sáp nhập với đội bóng Serie D FC AlzanoCene vào ngày 31 tháng 5 năm 2015 để trở thành Virtus Bergamo Alzano Seriate 1909.

## Màu sắc và huy hiệu
Màu của đội là đỏ và xanh.